# Rai Südtirol
Rai Südtirol est une station régionale de télévision et de radio en allemand de la Rai, émettant sur la région autonome de Trentin-Haut-Adige, et basée à Bolzane.

## Histoire

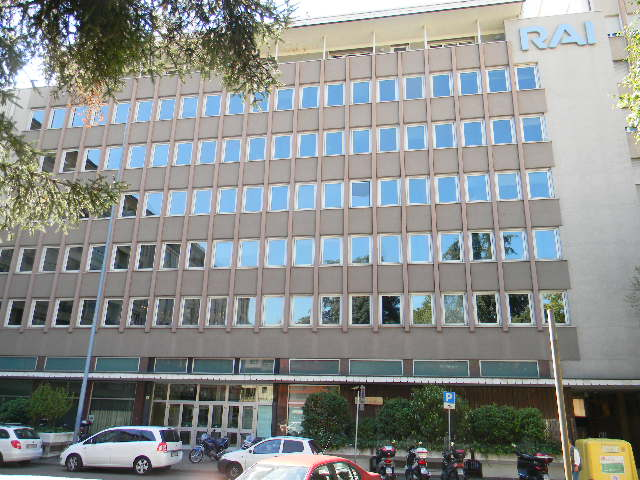
Siège de Rai Südtirol à Bolzane

Les premières émissions radio en langue allemande ont lieu en 1960, depuis la maison de la radio de la place Mazzini, à Bolzane. Il faut attendre le 7 février 1966 pour entendre les premières émissions de télévision sur Rete 2 (aujourd'hui Rai 2), entre 20 h et 21 h tous les jours. Depuis le 15 décembre 1979, Rai Bozen diffuse sur un canal séparé. Aujourd'hui, le temps d'antenne de Rai Bozen a augmenté pour atteindre près de 750 heures de programmes annuellement, dont des programmes en ladin de Rai Ladinia.
Depuis le 26 janvier 2014, Rai Bozen a adopté le nom Rai Südtirol.

## Programmes

### Télévision
Les programmes de Rai Südtirol sont ceux d'une chaîne généraliste et sont diffusés sur des plages horaires qui changent tous les jours. Il y a une interruption des programmes entre le lundi, le vendredi et le samedi de 19 h à 20 h lors de la diffusion du TG3 (journal national), TGR (journal régional), Trail (journal en ladin). Les programmes débutent à 18 h le lundi, le vendredi et le samedi et finissent tous les jours à 22 h 30 (sauf le samedi, où ils finissent à 23 h). D'ailleurs, le samedi est le jour où le temps d'antenne est le plus long avec près de 4 heures de diffusion. Les programmes peuvent être en italien et en allemand (ou même en ladin, lorsqu'ils sont diffusés sur Rai Bolzano (antenne dans ces trois mêmes langues), mais sont uniquement en allemand sur Rai Südtirol. Au niveau de l'information, Rai Südtirol propose deux éditions de son journal, la Tagesschau : une à 20 h et une deuxième à 22 h 10 (Tagesschau um 10 nach 10), qui durent 20 minutes toutes les deux.
| Plages horaires de Rai Südtirol |                   |              |                   |             |
| Jours                           | Ouverture antenne | Interruption | Fermeture antenne | Temps total |
| Lundi                           | 18.00             | 19:00-20:00  | 22.30             | 3 h 30      |
| Mardi                           | 20.00             | aucune       | 22.30             | 2 h 30      |
| Mercredi                        | 20.00             | aucune       | 22.30             | 2 h 30      |
| Jeudi                           | 20.00             | aucune       | 23.00             | 3 h         |
| Vendredi                        | 18.00             | 19:00-20:00  | 22.30             | 3 h 30      |
| Samedi                          | 18.00             | 19:00-20:00  | 23.00             | 4 h         |
| Dimanche                        | 20.00             | aucune       | 22.30             | 2 h30       |

### Radio
Les programmes radio de Rai Südtirol sont ceux d'une radio généraliste et se composent d'émissions d'informations, de services ainsi que de musique. Mais par rapport à la télévision, la radio est diffusée toute la journée à partir de 6 h 30 (7 h 00 le dimanche) à 22 h 00 (23 h 00 le mardi et le vendredi) dans les trois langues (italien, allemand et ladin). De nombreux bulletins d'informations sont diffusés durant la journée, dont deux en ladin à 13 h 30 et à 19 h 00. La radio ne diffuse pas de publicités.

## Émissions

### Information
- Tagesschau
- Tagesschau um 10 nach 10

### Reportages
- Pro & Contra (débat)
- Am runden Tisch
- Sport am Sonntag

### Culture
- Kulturzeit
- Bergwelt (Culture et tradition)
- Willkommen (Tourisme)
- O wie Oper
- Land und Leute
- Theatergugger
- Vergessen-Unvergessen (Histoire)
- Friedhofspaziergänge
- Porträts
- Fenster in die Welt
- Unterwegs
- Internationaler Klavierwettbewerb Ferruccio Busoni

### Magazines
- Treffpunkt Südtirol
- Frühstücksradio
- Landwirtschaft
- Gesundheitsmagazin
- dF – Frauenmagazin
- Pluspunkt
- Trend – Wirtschaftsmagazin
- Umweltspiegel
- Alpen-Donau-Adria
- Der grüne Daumen
- 0-99 – Familienmagazin
- Klick – Das Jugend-Info-Magazin
- Regenbogen – die Seniorensendung
- Pluto – das Tiermagazin
- Treff
- Vital – mehr vom Leben
- Mobil

### Divertissements
- Action – Highlights aus Sport und Spaß
- So segn holt mirs
- Grand Prix der Volksmusik
- Südtiroler Vorentscheidung des Grand Prix der Volksmusik

### Séries
- Der Fahnder

### Religieuses
- Nachgedacht

### Jeunesses
- Tipp Topp TV

## Logos

Premier logo de Rai Sender Bozen
Logo de Rai Bozen de 2000 à 2010
Logo de Rai Bozen de 2010 au 26 janvier 2014.
Premier logo de Rai Südtirol.
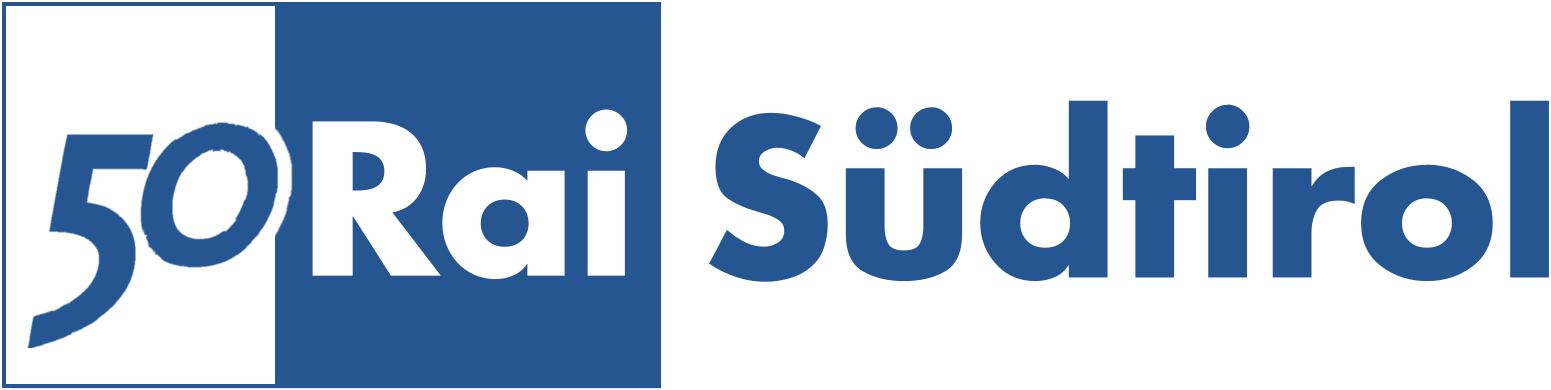
Logo utilisé pour célébrer le 50e anniversaire de la Rai Südtirol en février 2016.
Logo de Rai Bozen de 2019